# 徐开财
徐开财（？—），中国射箭运动员、教练员。他是中国第一个打破男子射箭世界纪录的运动员。1989年被评为建国40年以来杰出教练员。